# Ophyiulus collaris
Ophyiulus collaris är en mångfotingart som beskrevs av Karl Wilhelm Verhoeff 1930. Ophyiulus collaris ingår i släktet Ophyiulus och familjen kejsardubbelfotingar. Inga underarter finns listade i Catalogue of Life.